# Sylosis
Sylosis – brytyjska grupa muzyczna założona w 2000 roku w Reading (hrabstwo Berkshire) w Anglii. Wykonywana przez zespół muzyka określana jest jako thrash metal, melodic death metal oraz metal progresywny.
Ostatni album studyjny grupy, Edge of the Earth, został wydany 11 marca 2011 roku nakładem wytwórni płytowej Nuclear Blast.

## Historia

### Początki (2000-2007)
Grupa została założona w 2000 roku w Reading (hrabstwo Berkshire) w Anglii przez piętnastoletnich kolegów ze szkoły. Młodzi muzycy zamierzali wykonywać głównie thrash metal oraz death metal. Pierwszym koncertem zespołu był występ podczas konkursu "Battle of the Bands". Grupa zdobyła pierwsze miejsce. Na bis muzycy wykonali utwór "Stripped, Raped and Strangled" zespołu Cannibal Corpse. Nagrodą za zwycięstwo była możliwość nagrania płyty w No Machine Studios w miejscowości Wokingham.
Przez następne lata nierzadko dochodziło do rotacji w składzie zespołu. Muzycy z racji obowiązków szkolnych oraz braku prawa jazdy nie byli w stanie często występować. Przeszkodę stanowił również brak metalowej sceny undergroundowej.
12 października 2006 roku nakładem In at the Deep End Records wydany został pierwszy minialbum grupy zatytułowany Casting Shadows.
W listopadzie 2007 roku, podczas trasy koncertowej w Wielkiej Brytanii, grupa otrzymała e-maila od niemieckiej wytwórni płytowej Nuclear Blast. Firma fonograficzna wyraziła chęć współpracowania z Sylosis. W grudniu został podpisany kontrakt. 16 grudnia odbyła się premiera The Supreme Oppressor – drugiego minialbumu grupy wydanego przez wytwórnię In at the Deep End Records.

### Conclusion of an Age(2008-2010)
24 października 2008 roku nakładem Nuclear Blast ukazał się pierwszy album grupy zatytułowany Conclusion of an Age. Za proces produkcji odpowiada Scott Atkins. 6 listopada opublikowany został teledysk do utworu "Teras". Reżyserią wideoklipu zajął się Khaled Lowe.
14 czerwca 2009 roku grupa po raz pierwszy wystąpiła podczas Download Festival. Na scenie sponsorowanej przez Tuborg grały również takie zespoły jak Meshuggah oraz Voivod. 16 grudnia został wydany dwusetny numer brytyjskiego czasopisma Metal Hammer. Z okazji piątej rocznicy śmierci gitarzysty Dimebaga Darrella Abbotta do magazynu dodano płytę z coverami. Pojawił się na niej utwór "Strength Beyond Strength" – interpretacja kompozycji grupy Pantera w wykonaniu Sylosis. W grudniu odbyła się premiera teledysku do utworu "After Lifeless Years".
W maju 2010 roku grupę opuścił wokalista Jamie Graham. Jego rolę przejął Josh Middleton.

### Edge of the Earth(2011)
11 marca odbyła się premiera Edge of the Earth, drugiego albumu studyjnego grupy. Produkcją płyty grupy Sylosis ponownie zajął się Scott Atkins. Jest to album koncepcyjny opowiadający o człowieku żyjącym w odosobnieniu przez całe życie. 21 marca w ramach promocji nowego materiału opublikowany został teledysk do utworu "Empyreal (Part 1)". 14 sierpnia grupa wystąpiła w warszawskiej Progresji. Wraz z zespołem Born Anew stanowiła support dla formacji As I Lay Dying. 12 września grupa uruchomiła projekt na platformie PledgeMusic. Zespół zbierał pieniądze, które miały sfinansować pobyt Sylosis podczas trasy koncertowej w Stanach Zjednoczonych. Fani w ramach pakietu Special Digital Package otrzymali 25 grudnia między innymi utwory "Slings and Arrows" oraz "Symbolic" (interpretacja utworu grupy Death).

### Monolith(od 2012)
2 marca 2012 roku odbyła się premiera singla "Slings and Arrows". 8 czerwca zespół wystąpił podczas Download Festival na scenie sponsorowanej przez Pepsi. 5 października odbędzie się premiera płyty zatytułowanej Monolith. Produkcją albumu zajął się Romesh Dodangoda w walijskim Monnow Valley Studio. Jens Bogren natomiast był odpowiedzialny za mastering. Opinia Middletona na temat muzyki zawartej na płycie:

Ten album to najlepsze odzwierciedlenie nas jako zespołu w sensie stylistycznym i różnorakich inspiracji. Mieszanka thrashu, potężnych apokaliptycznych riffów i mrocznej atmosfery.

## Muzycy

### Obecny skład zespołu
- Josh Middleton – gitara (od 2000), śpiew (od 2010)
- Alex Bailey – gitara (od 2008)
- Carl Parnell – gitara basowa
- Ali Richardson – perkusja

### Byli członkowie zespołu
- Ben Hollyer – śpiew
- Adam Mayes – śpiew
- Dan Peirce – śpiew
- Glen Chamberlain – śpiew
- Dave Anderson – śpiew
- Richard Zananiri – gitara
- Jay Colios-Terry – perkusja
- Dave Anderson – śpiew
- Chris Steele – perkusja
- Gurneet Ahluwalia – gitara
- Jamie Graham – śpiew

## Dyskografia

### Albumy studyjne
- Conclusion of an Age (2008)
- Edge of the Earth (2011)
- Monolith (2012)
- Dormant Heart (2015)
- Cycle of Suffering (2020)

### Minialbumy
- Casting Shadows (2006)
- The Supreme Oppressor (2007)

### Albumy koncertowe
- Live at High Voltage (2011)

### Single
- "Slings and Arrows" (2012)